# Balmaceda anulipes
Balmaceda anulipes är en spindelart som beskrevs av Soares 1942. Balmaceda anulipes ingår i släktet Balmaceda och familjen hoppspindlar. Inga underarter finns listade.